# 臺南市新營區新橋國民小學
臺南市新營區新橋國民小學，位於臺灣臺南市新營區，創立於1920年3月30日，當時名為「查畝營公學校鐵線橋分校」，直到1922年才獨立為「鐵線橋公學校」，而今之校名「新橋」則出現於1953年。

## 歷任校長
日治時期
| 姓名       | 任期                          | 備註           |
| 常吉梧郎   | 1920年3月31日－1921年3月31日  |                |
| 高巢虎五郎 | 1921年3月31日－1922年3月31日  |                |
| 渡部銊二   | 1922年3月31日－1929年3月31日  | 獨立設校後首任 |
| 岩崎密     | 1929年3月31日－1932年3月31日  |                |
| 增田又二郎 | 1932年3月31日－1936年4月1日   |                |
| 今給梨純行 | 1936年4月1日－1939年3月28日   |                |
| 森川真一   | 1939年3月28日－1945年11月29日 |                |

戰後
| 姓名   | 任期                          | 備註 |
| 李金磬 | 1945年11月29日－1946年2月11日 |      |
| 陳大埤 | 1946年3月27日－1946年4月1日   |      |
| 趙水恭 | 1946年4月27日－1951年2月1日   |      |
| 曾迺超 | 1951年2月1日－1951年3月30日   |      |
| 姬霞飛 | 1951年8月30日－1952年8月25日  |      |
| 吳慶寅 | 1952年8月25日－1953年8月25日  |      |
| 楊江中 | 1953年8月25日－1956年4月16日  |      |
| 李光昱 | 1956年4月16日－1960年9月10日  |      |
| 吳慶麟 | 1960年9月10日－1965年9月18日  |      |
| 陳繼明 | 1965年9月18日－1974年8月15日  |      |
| 連清雲 | 1974年8月16日－1987年2月1日   |      |
| 謝美惠 | 1987年2月1日－1987年8月1日    | 代理 |
| 胡坤   | 1987年8月1日－1993年8月1日    |      |
| 李天河 | 1993年8月1日－1997年12月1日   |      |
| 謝美惠 | 1997年12月1日－1998年7月31日  | 代理 |
| 楊春媚 | 1998年8月1日－2005年7月31日   |      |
| 林炳宏 | 2005年8月1日－2009年7月31日   |      |
| 曾詠郎 | 2009年8月1日－2013年7月31日   |      |
| 吳信宏 | 2013年8月1日－2017年7月31日   |      |
| 方樹啟 | 2017年8月1日－2021年7月31日   |      |
| 吳俐雯 | 2021年8月1日至今              |      |

## 外部連結
- 臺南市新營區新橋國民小學